# El Álamo, Spanien
El Álamo är en kommun i Spanien.  Den ligger i den autonoma regionen Madrid, i den centrala delen av landet, 30 km sydväst om huvudstaden Madrid. Antalet invånare är 10 430 (2024).